# Madeleine Rohrer

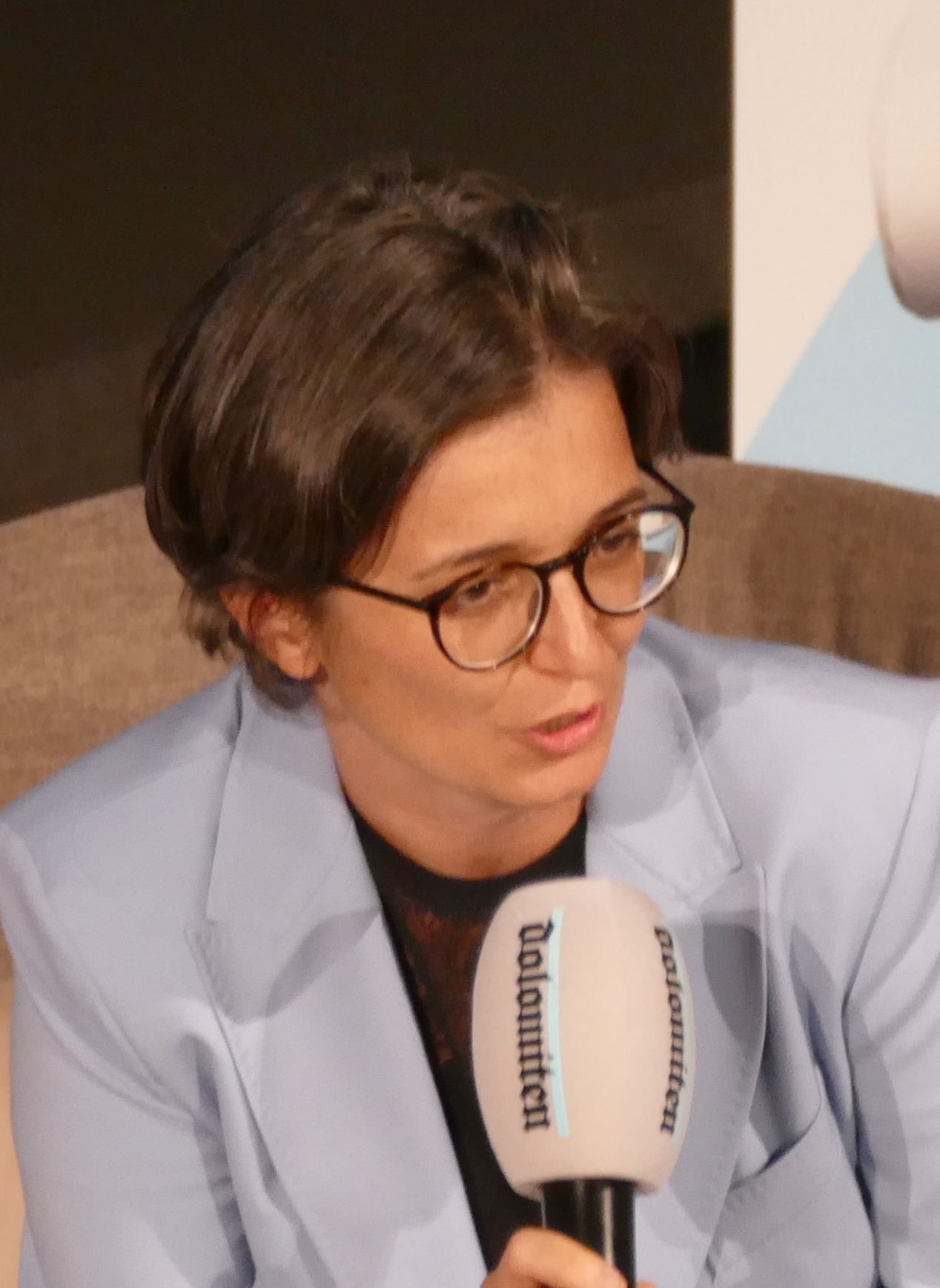
Madeleine Rohrer (2023)

Madeleine Rohrer (* 28. April 1983 in Meran) ist eine Südtiroler Politikerin.

## Biographie
Rohrer besuchte das Humanistische Gymnasium „Beda Weber“ in Meran. 2008 erlangte sie an der Universität Salzburg den Bachelor in Politikwissenschaften, 2009 brachte sie dort auch ihr Studium der Kommunikationswissenschaften mit einer Diplomarbeit zum Abschluss. Beruflich war sie in der Folge bis 2015 für die Internationale Alpenschutzkommission CIPRA in Liechtenstein tätig. 2021 übernahm sie die Geschäftsführung des Südtiroler Dachverbands für Natur- und Umweltschutz.
2015 wurde sie von außen in den Meraner Stadtrat unter Bürgermeister Paul Rösch berufen, wo sie bis 2020 die Zuständigkeiten für Raumordnung und städtische Entwicklungsplanung, Verkehr und Mobilität, Gemeindebauordnung, Natur- und Landschaftsschutz, Umwelt und Ökologie sowie Energiewesen betreute. Bei den Kommunalwahlen 2020 und den vorgezogenen Neuwahlen 2021 wurde sie jeweils in den Meraner Gemeinderat gewählt, wo sie als Fraktionssprecherin der Liste Rösch/Grüne agierte. Bei den Landtagswahlen 2023 trat sie auf der Liste der Partei Verdi Grüne Vërc an und konnte sich mit 6412 Vorzugsstimmen ein Mandat für den Südtiroler Landtag und damit gleichzeitig den Regionalrat Trentino-Südtirol sichern.